# Styl narodowy
Styl narodowy – styl poszukiwany w krajach europejskich w XIX i na początku XX wieku, zwłaszcza w architekturze i rzemiośle, który opierałby się na formach specyficznych dla danego państwa i który w sposób świadomy dla twórcy dzieła i jego odbiorcy byłby nośnikiem pewnych idei: narodowościowych czy czasem nawet nacjonalistycznych. Szczególnie chętnie sięgano do form zaczerpniętych ze sztuki ludowej i rodzimej bądź z przeszłości.
Próby stworzenia stylu narodowego były wynikiem rodzącej się świadomości narodowej, rosnącego zainteresowania historią i tradycją (w tym także architekturą ludową) i eklektycznej postawy ówczesnych architektów. Tym niemniej samo wykorzystanie wzorów z przeszłości nie było wystarczające, by uznać je za próbę stworzenia stylu narodowego; niezbędny był drugi czynnik – polityczny. Style narodowe mogły być zarówno narzędziem utrwalania dominacji i akcentowania jedności, jak i reakcją obronną i próbą zaznaczenia własnej odrębności.
Dążenia do stworzenia stylu narodowego występowały w całej niemal Europie (zwłaszcza w Niemczech i Europie Środkowo-Wschodniej: w Czechach, Węgrzech, Rumunii, Skandynawii, Rosji, Polsce), a także poza nią (np. w USA, Japonii czy Turcji). Zdaniem Jánosa Gerle potrzeba poszukiwania stylu narodowego pojawiała się bądź w krajach niewielkich w momencie zwrotnym dla ich niezależności (np. Katalonia, Irlandia) bądź w krajach, które aspirowały do odgrywania większej roli, niż w rzeczywistości odgrywały (np. Niemcy i Rosja).
Postulat stworzenia stylu narodowego realizowany był na trzech poziomach: prostego wprowadzania do dzieła elementów rodzimych (ludowych bądź z przeszłości), wypracowywania całego stylu, opartego na przekształconych formach dawnych lub ludowych i tworzenia zupełnie nowego, oryginalnego stylu.

## Niemcy
Niemcy były krajem, w którym najwcześniej (bo już z końcem XVIII wieku) pojawił się postulat tworzenia sztuki narodowej. O architekturze narodowej pisał Goethe w 1773 roku w artykule Von deutscher Baukunst. Za styl narodowy uznano neogotyk; do jego spopularyzowania przyczyniła się inicjatywa ukończenia budowy katedry w Kolonii, która od średniowiecza stała niedokończona. Neogotyk dominował w XIX-wiecznych kościołach i budynkach publicznych. Po zjednoczeniu Niemiec w 1871 roku funkcję gotyku przejął neorenesans, potem neoromanizm i neobarok.
Pod wpływami angielskimi powstał, obecny także w Austrii, Heimatstil – miejscowa odmiana romantyzmu narodowego, obecna głównie w budownictwie mieszkalnym.

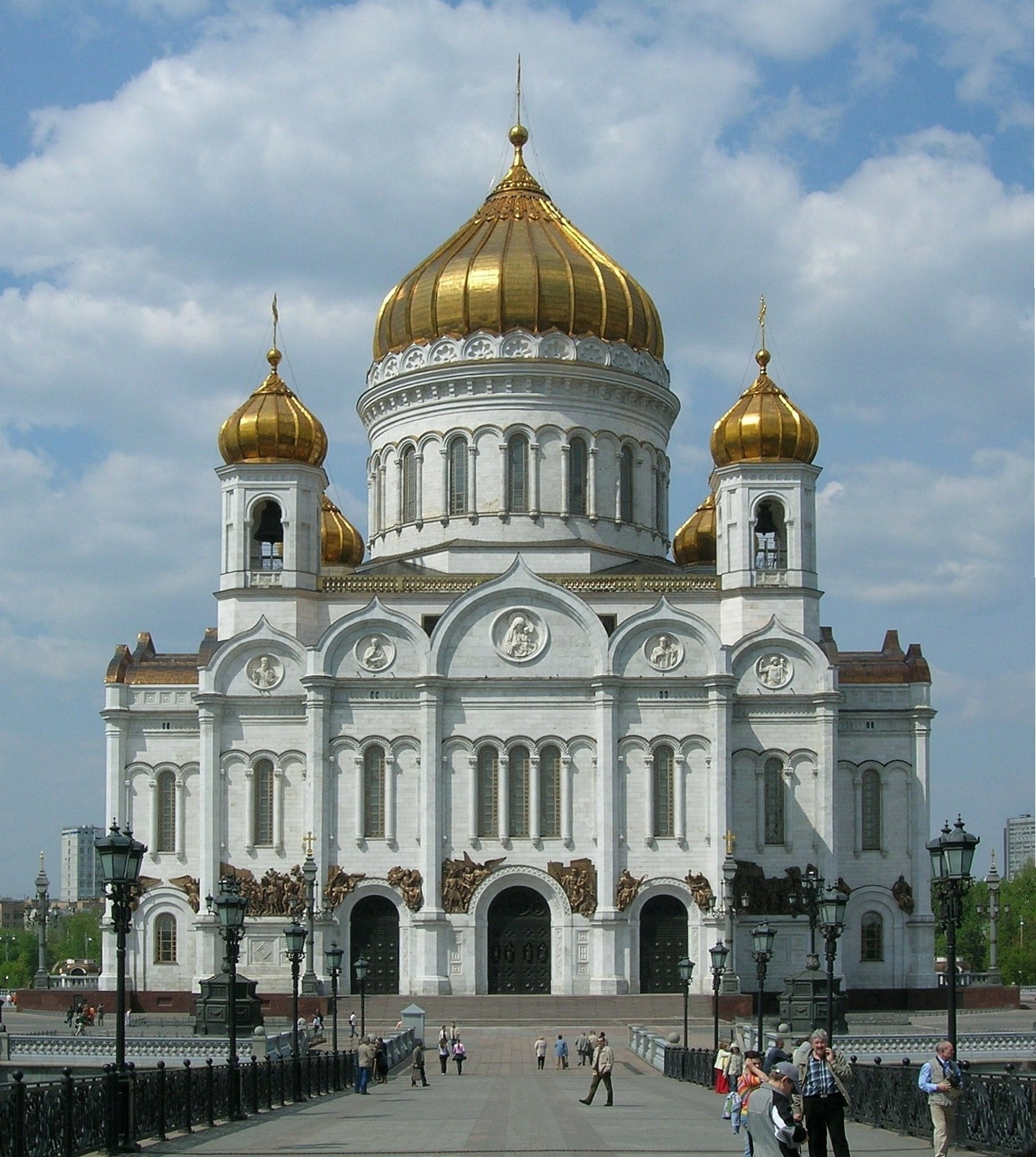
K. Ton, katedra Chrystusa Zbawiciela, Moskwa

## Rosja
Także w Rosji poszukiwanie stylu narodowego uobecniło się jeszcze w 1. połowie XIX wieku. Stworzony wówczas styl, nazywany bizantyjskim, sięgał do tradycyjnych form architektury cerkiewnej. W latach 20. XIX w. powstały cerkwie zaprojektowane przez Wasilija Stasowa (w Kijowie, 1826–1830 i Poczdamie, 1827–1832). Styl spopularyzował przede wszystkim Konstantin Ton (Thon), autor katedry Chrystusa Zbawiciela (1839–1843) i pałacu kremlowskiego w Moskwie (1839–49). Od około połowy wieku styl bizantyński był już uważany za narodowy; popierali go carowie.
Od połowy wieku rosło także zainteresowanie sztuką ludową. W 1850 Nikołaj Nikitin wzniósł dom, zwany Izbą Pogodina, oparty na wzorach ludowych i tym samym zapoczątkował serię podobnych realizacji w tzw. stylu pseudorosyjskim. Także ten styl z czasem otrzymał miano narodowego.
Następnym krokiem była twórczość kilku artystów, którzy tradycyjne motywy przetwarzali w duchu fantazyjno-eklektycznym: Wiktora Gartmana (autora m.in. Muzeum Politechniki w Moskwie, ok. 1870) i Iwana Ropeta. Z końcem XIX wieku obaj stworzyli kilka obiektów w Abramcewie dla Sawwy Mamontowa, zaliczanych już do nurtu neorosyjskiego. Ich naśladowcy (np. Wiktor Wasniecow), cały czas posługując się rodzimymi formami, tworzyli dzieła silnie je przetwarzające, fantazyjne i bardziej ekspresyjne.

## Inne kraje
Próby stworzenia stylu narodowego w krajach peryferyjnych, takich jak Węgry, Skandynawia, Rumunia, Polska, pojawiły się na fali tzw. romantyzmu narodowego w latach 80. XIX wieku. Początkowo sięgano do wzorów sztuki wysokiej. W Czechach do renesansu nawiązywał Antonín Wiehl. W Rumunii stworzono tzw. styl neorumuński, oparty na architekturze XVII i XVIII wieku. Na Węgrzech do stworzenia tzw. stylu węgierskiego przyczynił się Ödön Lechner, tworzący budowle łączące motywy barokowe i orientalne (te drugie miały nawiązywać do wschodniego pochodzenia Madziarów). W Skandynawii nawiązywano do nordyckich tradycji, zwłaszcza z czasów romańskich. W Polsce (o czym mowa jest niżej) sięgano po miejscowe odmiany gotyku, tworząc tzw. gotyk wiślano-bałtycki i nadwiślański.
Z końcem lat 80. (a w Rosji nawet 20 lat wcześniej) pojawiło się zainteresowanie sztuką ludową. W Danii w oparciu o budownictwo drewniane tworzył Martin Nyrop. W Norwegii architektura nurtu dragestilen nawiązywała do romańskich kościołów masztowych (stavkirke); podobne tendencje występowały w Finlandii i Szwecji. W Czechach wzory ludowe spopularyzowały się w latach 90.; wtedy też w Polsce powstał styl zakopiański.
Pod koniec stulecia na poszukiwania stylu narodowego wpływ miały: działalność ruchu Arts and Crafts oraz secesja, powstałe w opozycji do tradycji klasycznych i akademizmu oraz sięgające po wzory sztuki niskiej, lokalnej. W Czechach tworzył Dušan Jurkovič; na Węgrzech Ede Torczkay-Wigand i Károly Kós.

## Polska
Dla Polaków pozbawionych w XIX wieku samodzielnego państwa poszukiwanie stylu narodowego związane było z chęcią podkreślenia własnej niezależności i wagi dorobku kulturalnego. Ważną rolę odegrało zainteresowanie kulturą (a zwłaszcza architekturą) ludową, obecne w działalności m.in. Oskara Kolberga, Jana Karłowicza czy Władysława Matlakowskiego. Ta fascynacja polską ludowością, która – oprócz chęci zachowania tożsamości narodowej – powodowana była także oświeceniową potrzebą poznania i romantycznym zachwytem dla tego, co ludowe, stała się podstawą dla tworzenia stylu narodowego. Poszukiwania prowadzono także w obrębie stylów z przeszłości: gotyku, renesansu czy baroku.
Pierwsze polemiki na temat architektury narodowej miały miejsce około połowy XIX wieku. W 1847 roku Lucjan Siemieński pisał, że duch narodu jest obecny w wiejskich kościółkach i kapliczkach. Józef Ignacy Kraszewski stwierdzał: [..] na wsiach więc prawdziwie polsko-słowiańskiego budownictwa rozwoju szukać trzeba. W odpowiedzi na ten głos Franciszek Tournelle postulował odrodzenie polskiej architektury poprzez sięgnięcie do sztuki rodzimej. Wtedy też pojawiły się wypowiedzi podkreślające piękno i odrębność polskich kościołów gotyckich. Józef Kremer pisał: A ten Marjacki kościół nasz i z duszy i z ciała jest istnym przedstawcą wszystkich polskich kościołów z epoki gotyckiego stylu; a w formie wieży mariackiej, jego zdaniem, się zebrały wszystkie uczucia, wszystkie tęsknoty naszego kraju; autor pod pseudonimem Ostoja na łamach „Wiadomości Krajowych i Zagranicznych” zauważył, że stworzenie architektury narodowej powinno bazować na formach gotyckich. Rafał Krajewski odpowiedział, że stylu narodowego nie można po prostu stworzyć – musi on narodzić się samoistnie. Po tych pierwszych głosach bardziej pogłębione polemiki miały miejsce w ostatniej ćwierci XIX wieku.

### Style wiślano-bałtycki, przejściowy i nadwiślański

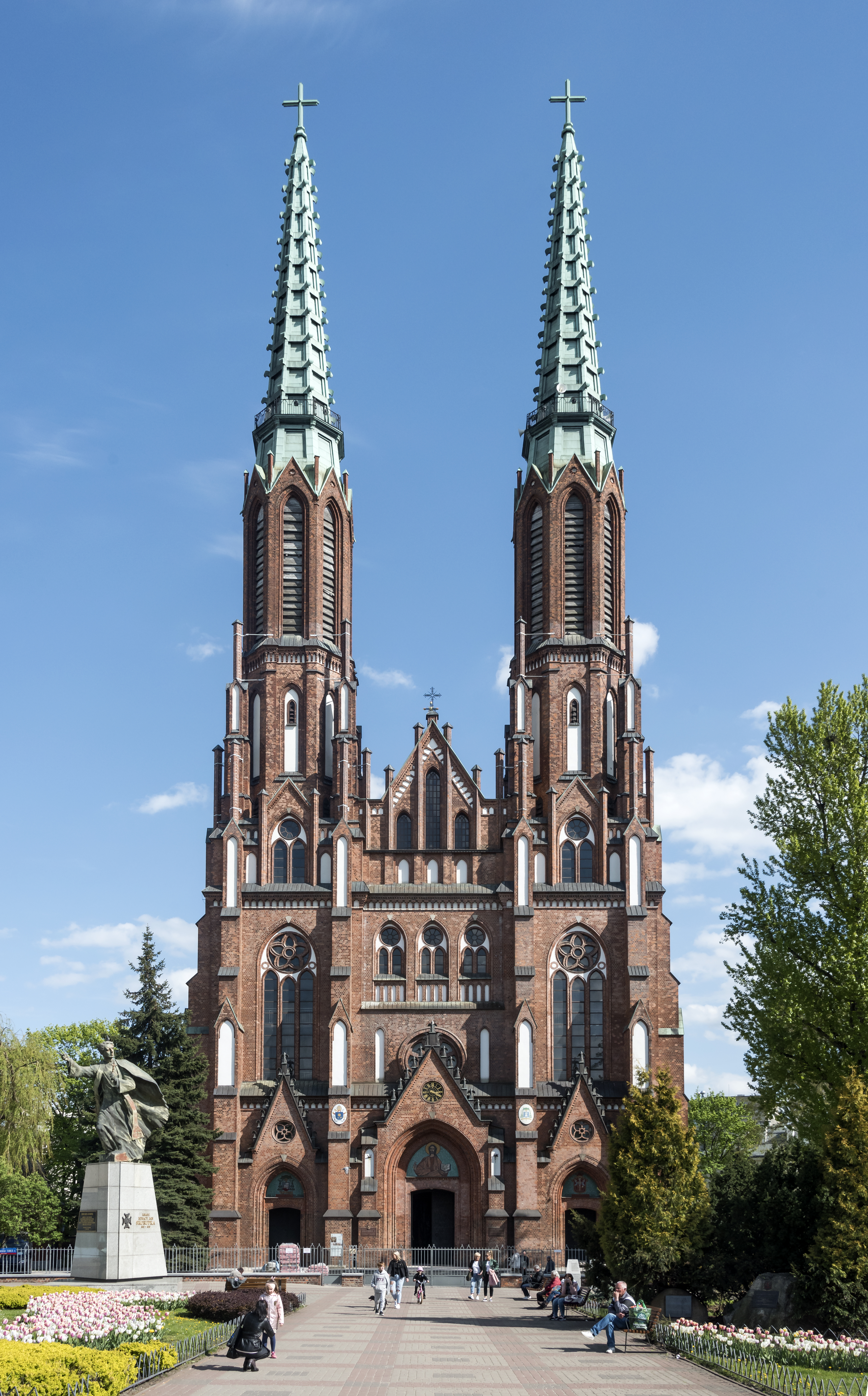
Józef Pius Dziekoński, bazylika katedralna św. Michała Archanioła i św. Floriana Męczennika w Warszawie

Jedną z propozycji stylu narodowego stał się tzw. styl wiślano-bałtycki – odmiana neogotyku, stosowana głównie w architekturze sakralnej. Koncepcję tę wypracowali w latach 60. i 70. krakowscy badacze Władysław Łuszczkiewicz i Józef Łepkowski w oparciu o przekonanie o wspólnych cechach gotyku Pomorza i ziem polskich. Łuszczkiewicz postulował badanie polskich zabytków i uważał, że współczesna architektura powinna odrodzić się na bazie rodzimej odmiany stylów średniowiecznych. Podobne idee propagował Łepkowski, pisząc: Tylko długie studiowanie zabytków na stumilowej przestrzeni od Marienburga przez Litwę, Płockie, Wielkopolskę, Wiślicę, aż po Przeworsk, w jedną ujęte całość zgromadzić by mogło wzory na odbudowanie naszej starej szkoły. Koncepcje tych badaczy przyniosły jednak znaczny odzew z pewnym opóźnieniem i przede wszystkim w Królestwie Polskim.
W latach 80. problematyką odrodzenia architektury polskiej – zwłaszcza sakralnej – zajmowali się Karol Matuszewski i Franciszek Ksawery Martynowski. Pierwszy z nich propagował styl wiślano-bałtycki, który wówczas zdobywał już znaczną popularność w Kongresówce. Nie brakowało także krytyków tej koncepcji; byli nimi m.in. wspomniany już Martynowski czy Zygmunt Kiślański. W tym samym czasie głos zabrał Łuszczkiewicz, prezentując wnioski ze swoich badań nad małopolskim gotykiem. Stwierdził wówczas – tym samym zaprzeczając wcześniej prezentowanym poglądom – że nie można wiązać ze sobą gotyku małopolskiego i pomorskiego. Pisał: Powierzchowność badacza sprzed lat spowodowała połączenie budowli ostrołukowych XIV stulecia Pomorza, Prus, Brandenburgii z budowlami Małopolski w jeden styl, bądź odcień stylowy, „wiślano-bałtycki”.

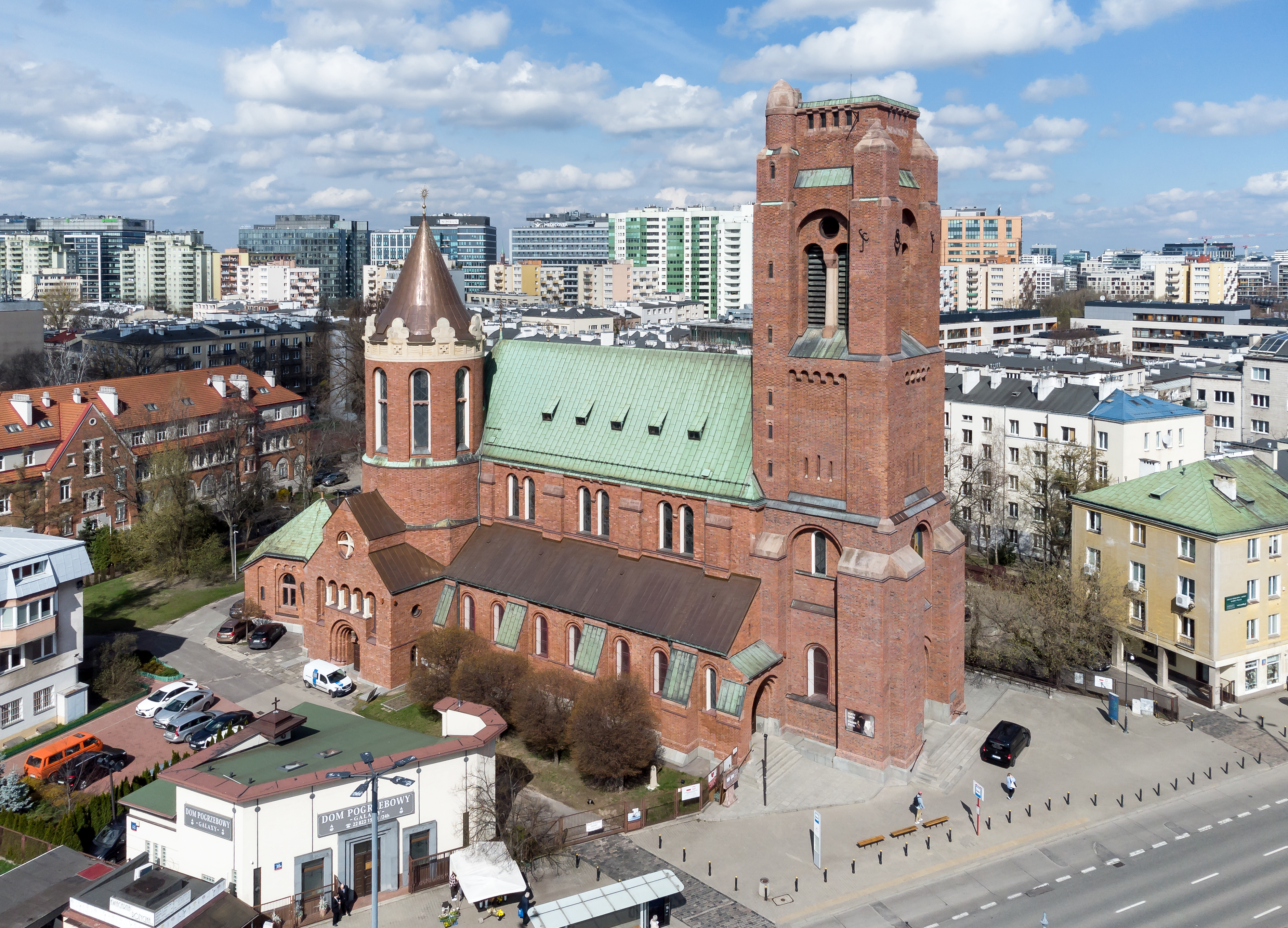
Oskar Sosnowski, kościół Niepokalanego Poczęcia Najświętszej Maryi Panny, po 1911, Warszawa. Przykład poszukiwania stylu narodowego bez dekoracji, ale w oparciu o wzorce zaczerpnięte ze stylów historycznych Polski

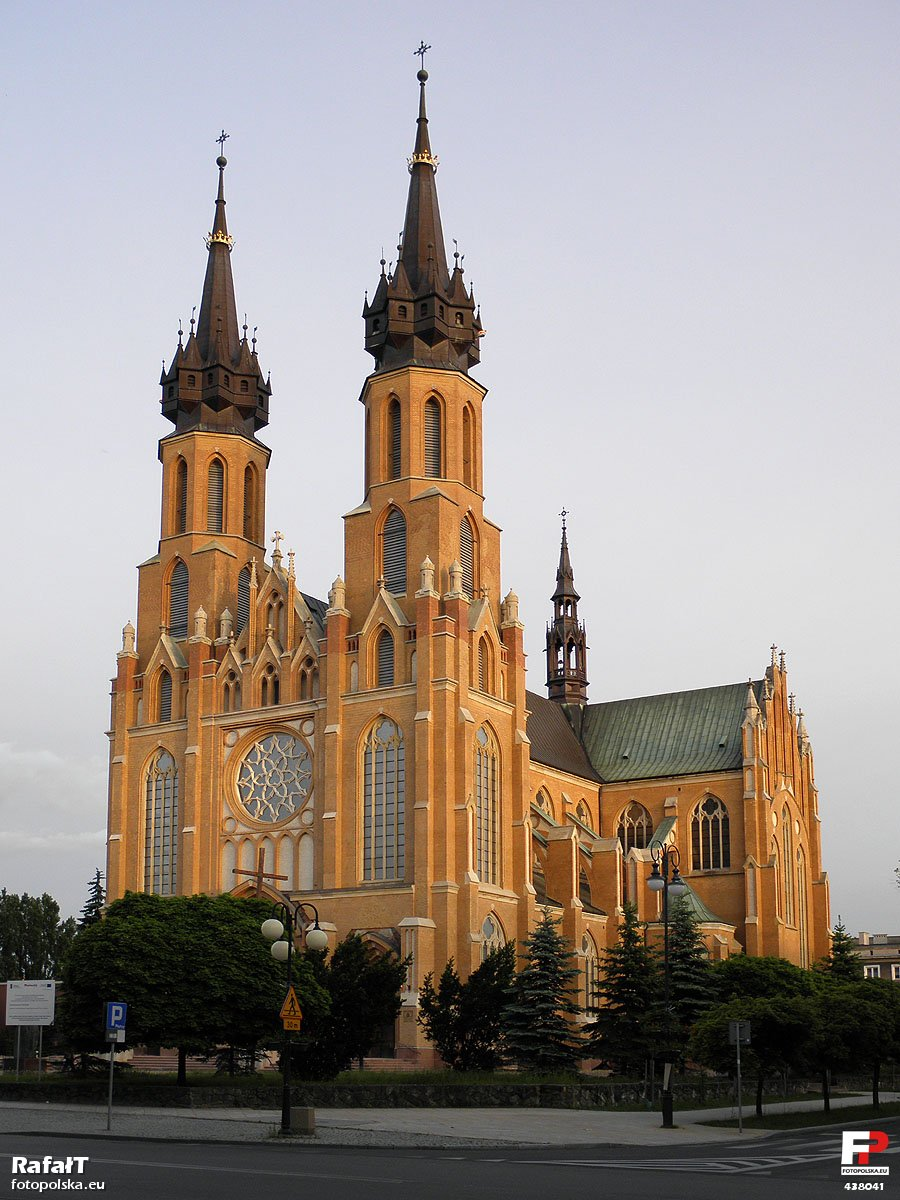
J.P. Dziekoński, Katedra Opieki Najświętszej Maryi Panny w Radomiu

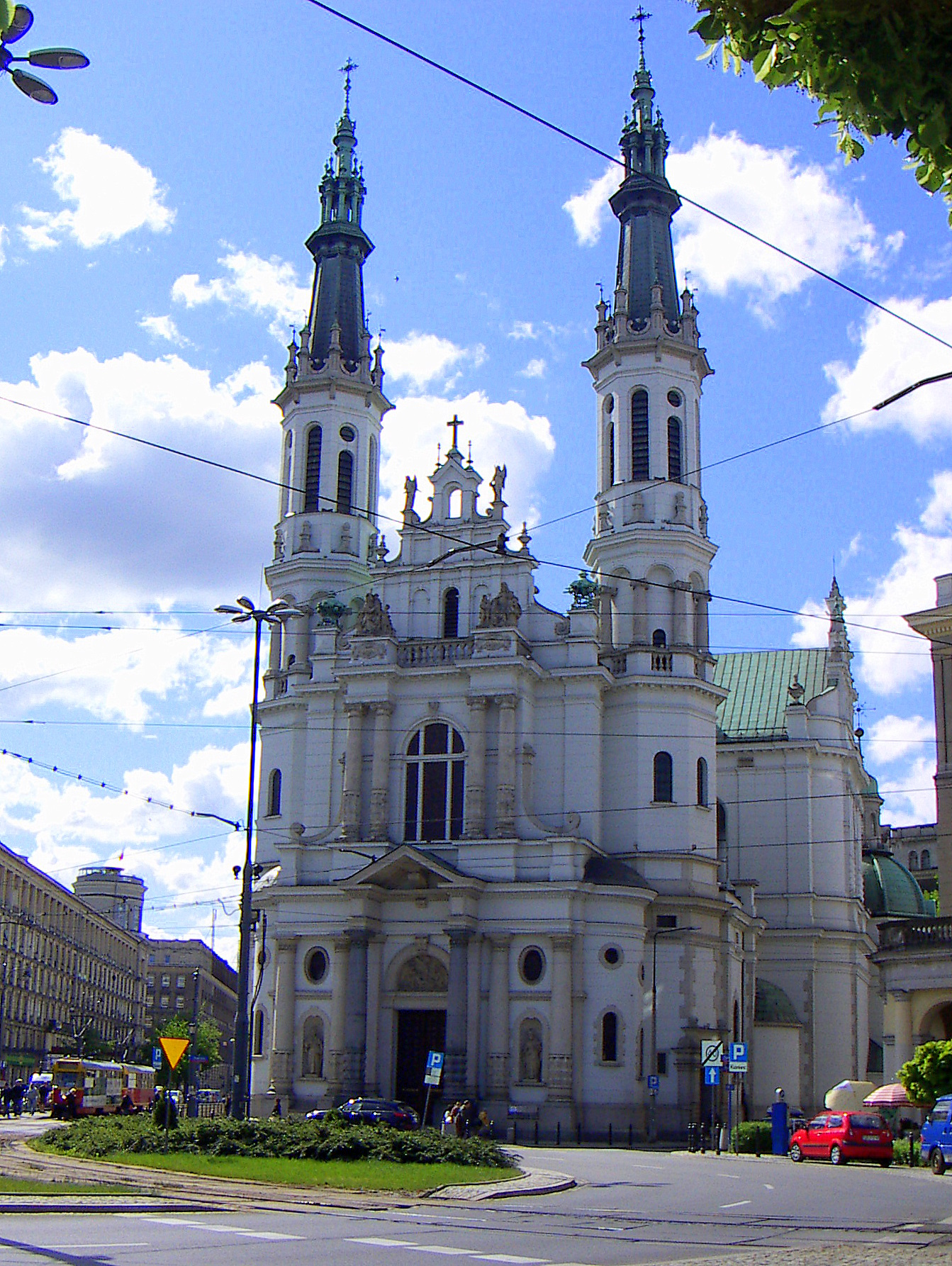
Kościół Zbawiciela w Warszawie, Stefan Szyller 1901–1903. Przykład poszukiwania stylu narodowego przy użyciu form polskiego renesansu

Istotnym wydarzeniem na drodze popularyzacji koncepcji stylu wiślano-bałtyckiego był konkurs na projekt warszawskiego kościoła św. Floriana, ogłoszony w 1886 roku. Już w jego regulaminie określono, że styl budowy ma być ostro-łuczny w odcieniu tak zwanym wiślano-bałtyckim. Spośród 25 projektów jury wybrało propozycję Józefa Piusa Dziekońskiego, zrealizowaną następnie w latach 1888–1894. Jak okazało się w praktyce, spektrum wzorców, po które sięgał architekt, było dość szerokie (wzorował się m.in. na wiedeńskim Votivkirche z lat 1856–1879) i zdaniem historyka sztuki Krzysztofa Stefańskiego [...] ogólnikowe wskazania form „stylu wiślano-bałtyckiego” prowadziły do niekonsekwencji i dowolności w praktycznym wcielaniu jej w życie. W przypadku kościoła św. Floriana prowadziło to do powierzchownego nakładania „rodzimego” detalu ceglanego na katedralny typ świątyni zaczerpnięty z architektury Zachodu. Drugą czołową realizacją tego nurtu był kościół Wniebowzięcia NMP w Łodzi, zaprojektowany przez Konstantego Wojciechowskiego. Oba te budynki mają charakterystyczne cechy dla całego stylu wiślano-bałtyckiego: cegłę, zazwyczaj dwuwieżową fasadę, szczyty schodkowe, fryzy, blanki.
W latach 90. XIX w. nie brakowało głosów zwolenników stylu wiślano-bałtyckiego, takich jak ks. Antoni Brykczyński, piszący: Jedynie praktycznym i zalecenia godnym stylem dla naszych kościołów [...] jest styl gotycki w jego odcieniu wiślano-bałtyckim. W Królestwie wznoszono w tym czasie liczne kościoły w stylu wiślano-bałtyckim, projektowane m.in. przez Dziekońskiego (np. katedra Opieki Najświętszej Marii Panny w Radomiu, kościół Wniebowzięcia NMP w Białymstoku, kościół Matki Bożej Pocieszenia w Żyrardowie, kościół św. Stanisława Biskupa i Męczennika w Czerwonce Liwskiej, kościół św. Stanisława Biskupa w Warszawie), Wojciechowskiego (kościół w Milejowie, Gorzkowicach, Zdunach), Jana Hinza (kościół w Markach), Edwarda Cichockiego (kościół w Radziwiu, Rozniszowie), Władysława Marconiego (kościół w Mogielnicy), Stefan Szyller (kościół w Dłutowie), Józefa Stefan Pomian-Pomianowskiego (kościoły w Dąbrowie Górniczej, Sosnowcu-Pogoni, Sosnowcu-Niwce, Strzemieszycach, Sosnowcu-Zagórzu).
Styl ten, tak popularny w Królestwie, w Galicji został negatywnie oceniony. Łuszczkiewicz jako alternatywę dla stylu wiślano-bałtyckiego proponował formy małopolskiego gotyku. Sprzyjały temu badania nad krakowską sztuką średniowieczną, prowadzone na Uniwersytecie Jagiellońskim, Akademii Umiejętności i w Gronie Konserwatorów Galicji Zachodniej oraz Wschodniej. Architekci tacy jak Sławomir Odrzywolski (kościół w Miejscu Piastowym, 1886) czy Jan Sas-Zubrzycki (kościół w Szczurowej, 1887–1888; kościół w Trześniowie) stosowali tzw. styl przejściowy (między romanizmem a gotykiem), który w kolejnych latach stał się charakterystyczny dla Galicji. Kościoły w tym stylu najczęściej łączyły w sobie cegłę i kamień; kształtowane były bardziej indywidualnie, niż miało to miejsce w przypadku stylu wiślano-bałtyckiego. Sas-Zubrzycki, uważający style średniowieczne za najbardziej odpowiednie dla współczesnych kościołów, w połowie lat 90. wprowadził termin styl nadwiślański. Miała to być małopolska odmiana gotyku o rodzimych cechach, która wyraża nasz rys narodowy, potężny, śmiały i zgodny z usposobieniem słowiańskim. W zasadzie jedynym dziełem zrealizowanym przez architekta w tym stylu był kościół św. Józefa w krakowskim Podgórzu. Sas-Zubrzycki wraz z Odrzywolskim i Teodorem Talowskim zdominowali budownictwo kościelne przełomu XIX i XX wieku w Galicji.

### Styl zakopiański i style regionalne

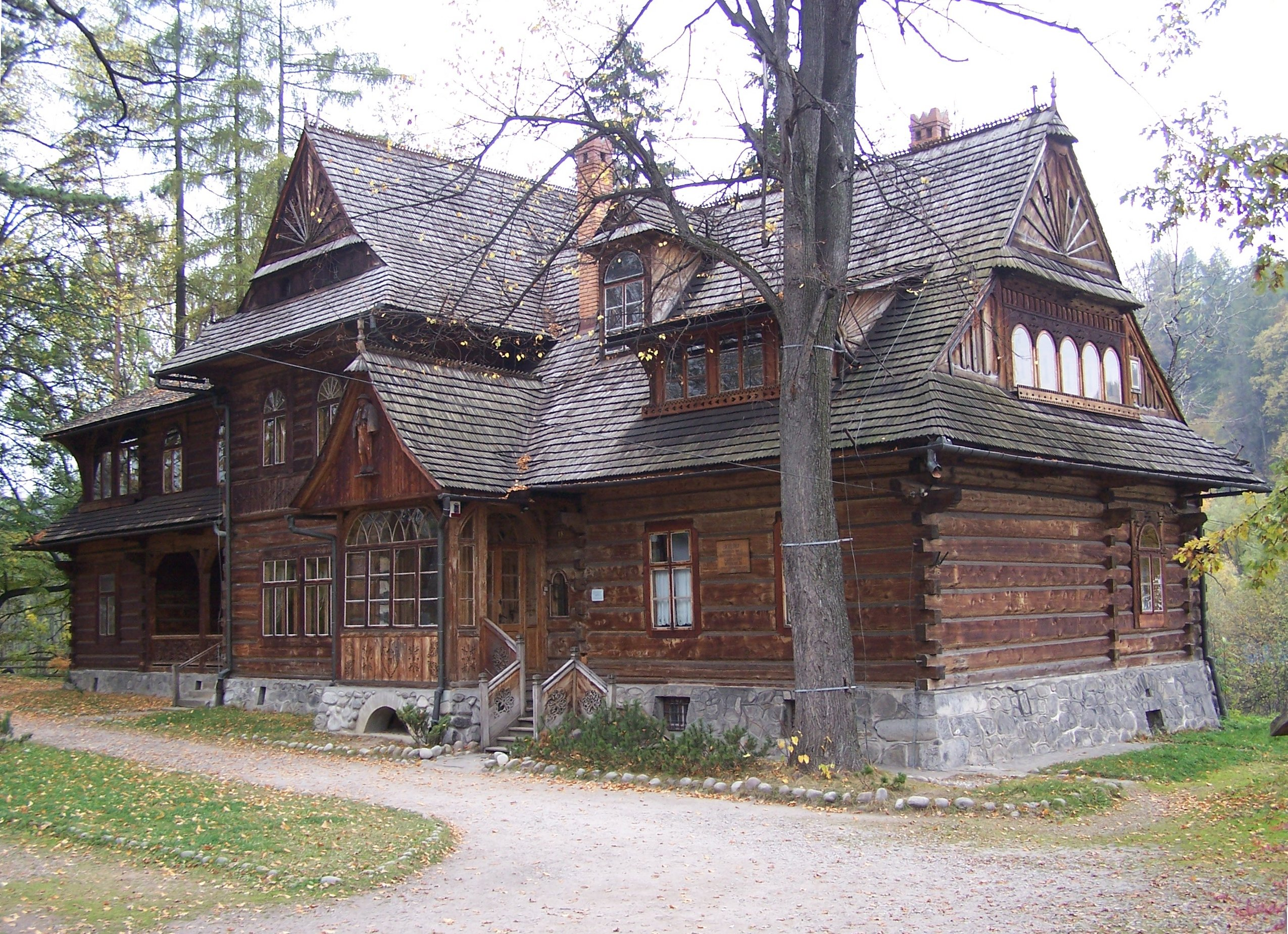
S. Witkiewicz, Koliba, Zakopane

U podstaw koncepcji stylu zakopiańskiego, stworzonej przez Stanisława Witkiewicza, stały badania kultury i sztuki Podhala, prowadzone od lat 80. XIX wieku. Na poszukiwania w obrębie sztuki ludowej wpływ miały również zjawisko tzw. „chłopomanii”, a także patriotyzm. Witkiewicz i jego zwolennicy twierdzili, że typ architektury, jaki występował w regionie tatrzańskim, niegdyś stosowany był w całym kraju, ale został wyparty przez inne style. Witkiewicz głosił: Myśmy znaleźli górala w przepysznej i ozdobnej chacie, otoczonego artyzmem, który przezierał się z każdego sprzętu, każdego szczegółu pospolitego użytku. Jego chałupa była skarbnicą kultury dawnej, przechowywanej przez ten lud. Formy zakopiańskie, stosowane w architekturze i rzemiośle, miały stać się nowym stylem narodowym. Wywoływało to na przełomie wieków gorące dyskusje i polemiki.
Witkiewicz wzniósł w Zakopanem kilka drewnianych willi, z których pierwszą była Koliba (1892). Styl ten próbowano zaszczepić także poza Podhalem (np. w dworcu w Syłgudyszkach na Litwie, proj. Stanisław Witkiewicz; w kamienicy przy ul. Chmielnej 30 w Warszawie, proj. Jarosław Wojciechowski; w kamienicy Jana Starowicza przy ul. Piotrkowskiej 292 w Łodzi, proj. Leon Lubotynowicz). Styl zakopiański, choć był pierwszą tak konsekwentną próbą propagowania stylu narodowego opartego na wzorach ludowych, nie przyjął się na szeroką skalę. Podobnie było z innymi stylami regionalnymi, takimi jak styl mazursko-kujawski propagowany przez Józefa Witkiewicza czy styl huculski (Julian Zachariewicz i Kazimierz Mokłowski). Styl zakopiański czasami jednak był stosowany w koloniach urzędniczych na Kresach (np. Brasław) jeszcze po 1918 r.

### Style swojski i dworkowy

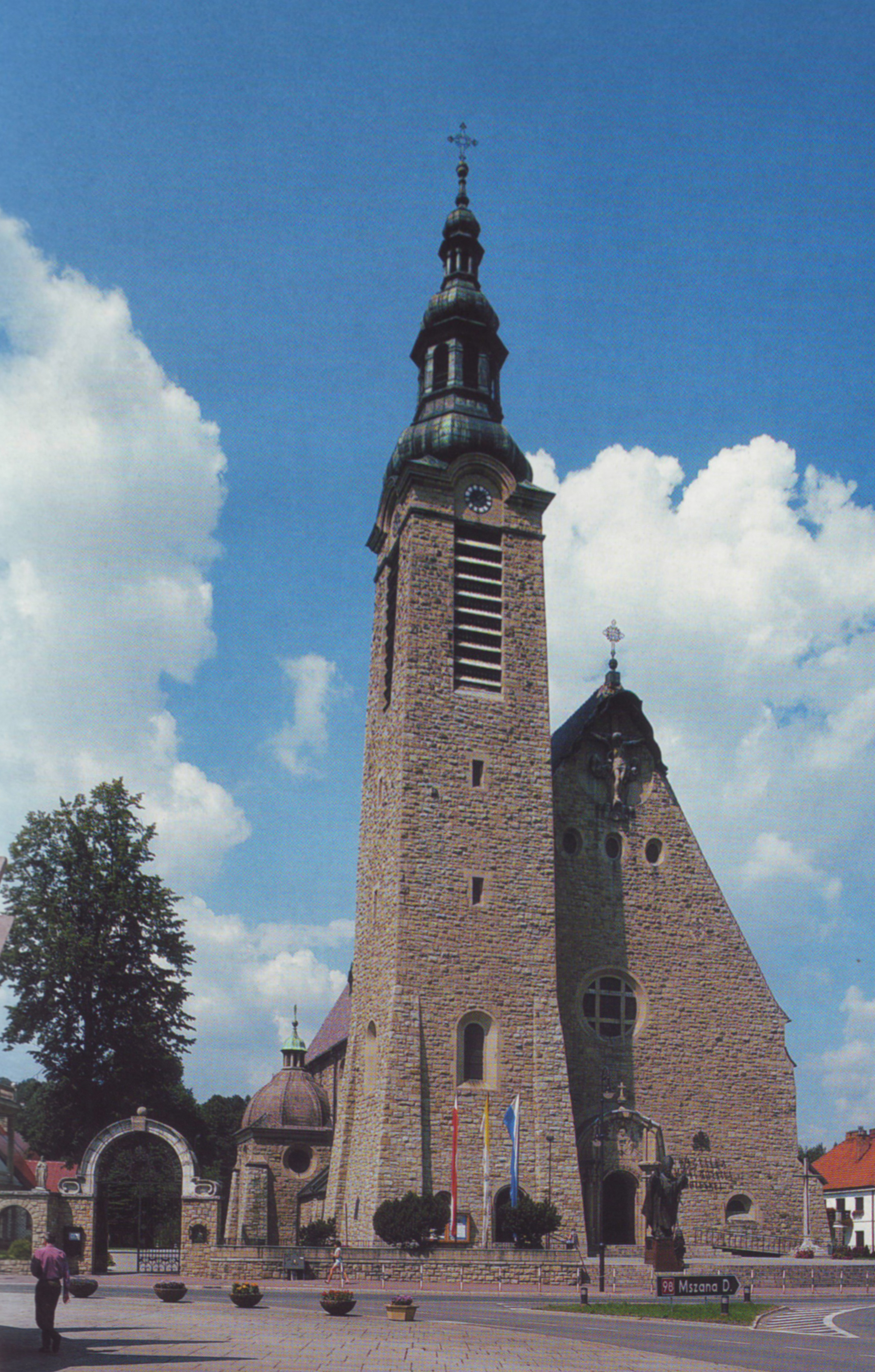
Z. Mączeński, kościół w Limanowej

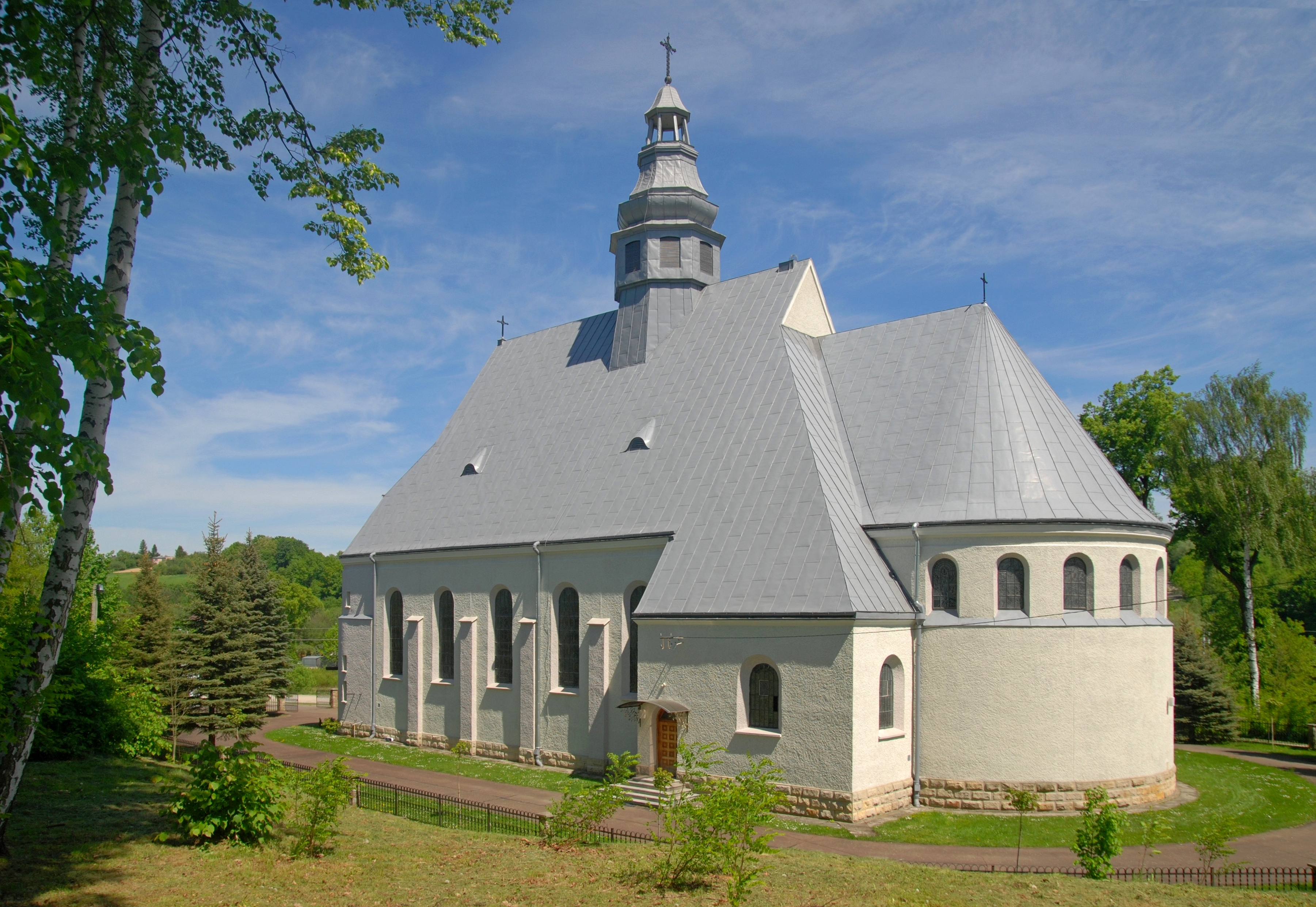
E. Chmielewski, kościół w Bączalu Dolnym, dojrzały styl swojski

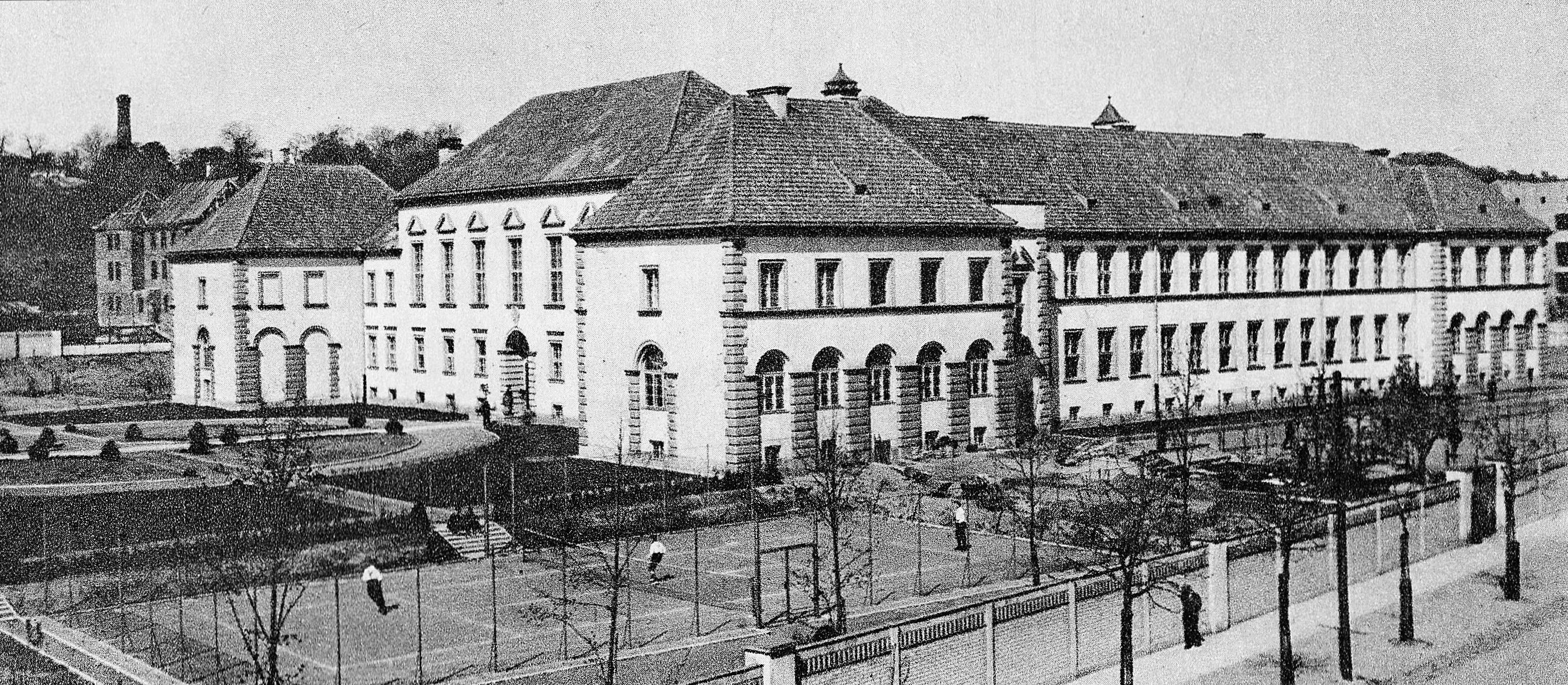
Liceum im. Batorego w Warszawie w stylu polskiego baroku, Tadeusz Tołwiński, 1922

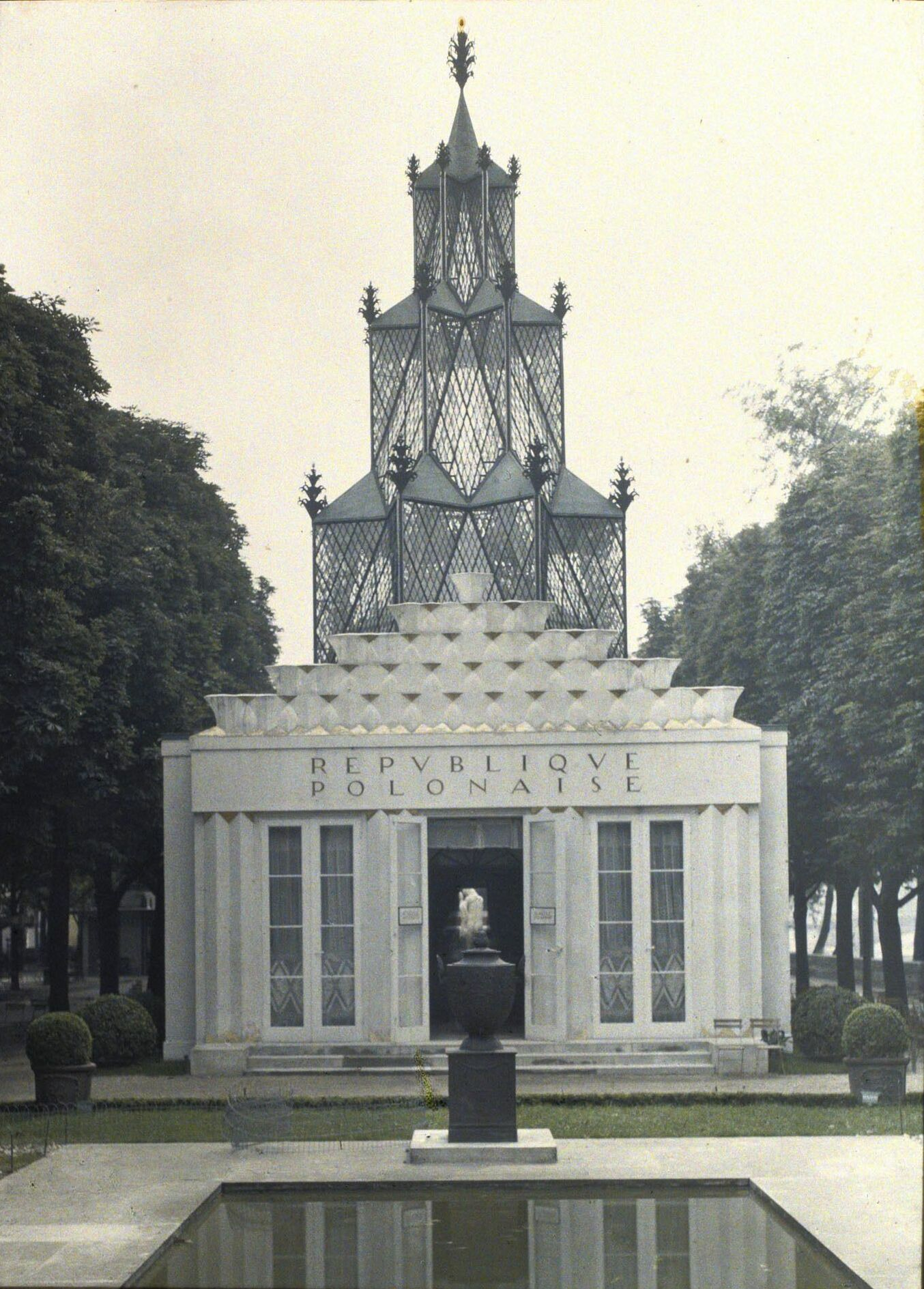
Polski pawilon Józefa Czajkowskiego na Międzynarodowej Wystawie Sztuki Dekoracyjnej i Wzornictwa w Paryżu w 1925 (fotografia kolorowa Autochrome Lumière).

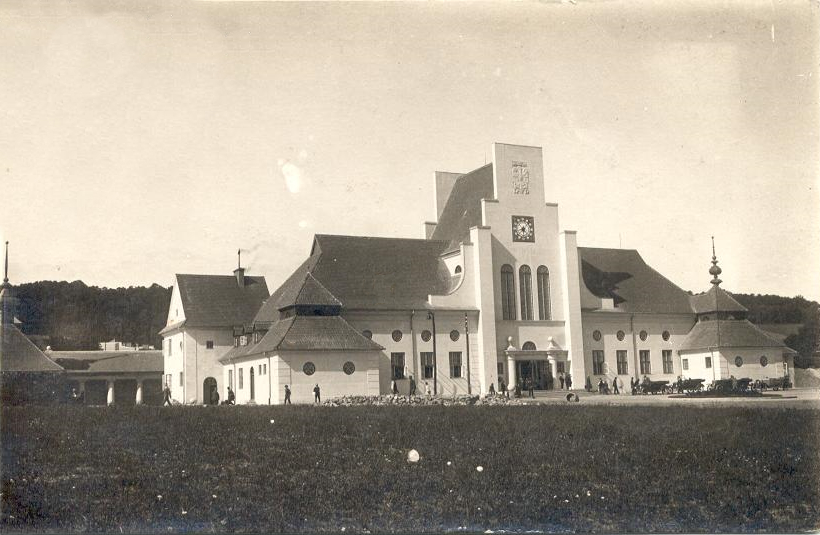
Dworzec w Gdyni z 1926, styl dworkowy o cechach modernistycznych

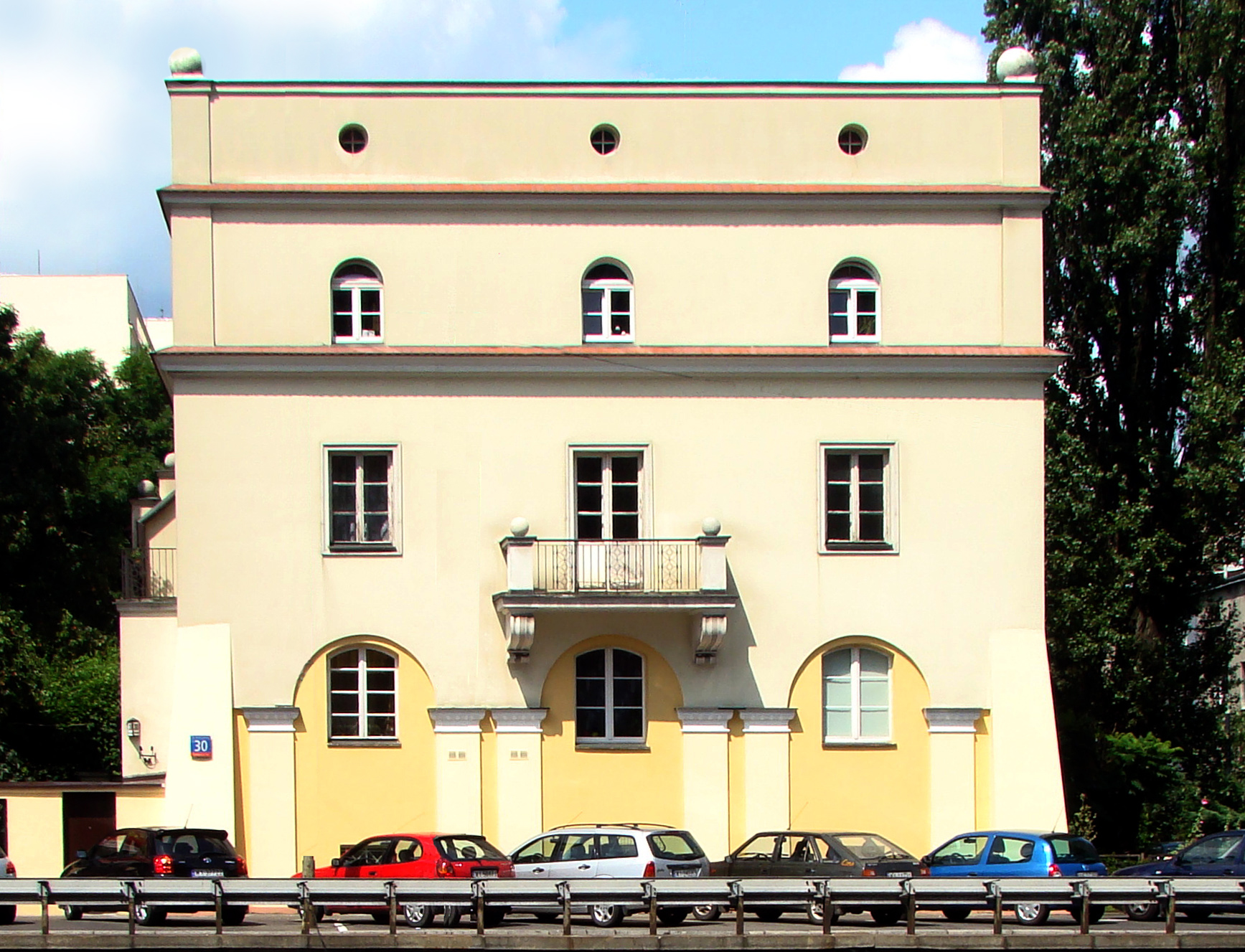
Dom w stylu polskiego renesansu, Warszawa, Aleja Armii Ludowej 30

Z początkiem XX wieku nasilały się głosy krytyczne wobec powszechnie panującego historyzmu. Szczególnie chętnie w tym okresie posługiwano się terminem swojskości, jako poszukiwanego charakteru sztuki narodowej. Tak o swojskości pisano w 1910 roku przy okazji konkursu na kościół w Orłowie: Owo poszukiwanie swojskości nie jest odgadywaniem jakiejś tajemnicy, dotychczas ukrytej, a tkwiącej gdzieś w stanie gotowym, ani też szukaniem za wszelką cenę nowych form, które jako narodowe uznane kiedyś będą. Istnieje tylko ogólne dążenie do charakteru, do własnego wyrazu w budownictwie, pragnienie piękna, które by się za swoje chętnie przyjęło. Równoległe pogłębiało się zainteresowanie sztuką ludową (co wynikało także z wpływu koncepcji stylu zakopiańskiego), budownictwem drewnianym i ochroną zabytków. Antoni Jabłoński-Jasieńczyk postulował zwrot ku prostocie ludowych budowli. Podobne opinie formułował ks. Władysław Górzyński: Duch nasz, duch swojski, całkowicie się wcielił li tylko w architekturę drzewną, tu go szukać należy. Równolegle pojawiło się zainteresowanie formami renesansowymi, barokowymi i klasycznymi. Spectrum motywów, po które sięgano, było więc szerokie. Zauważył to w 1913 roku Tadeusz Mokłowski: „Modernizm” każe szukać motywów w pobliżu siebie, w zabytkach sztuki krajowej i na niej się uczyć sztuki tworzenia. Idąc za tą wskazówką, studiuyąc nasze zabytki przeszłości [...] możemy mieć nadzieję, że dojdziemy do stylu narodowego. [...] Jedni zwrócili się ku stylowi zakopiańskiemu i ludowej sztucy, drudzy starali się tworzyć w gotyku krakowskim czy nadwiślańskim, inni znowu szukali motywów w renesansie polskim [...].
Wypracowaniu stylu swojskiego sprzyjała duża liczba konkursów na kościoły, m.in. dla cukrowni Zagłoba koło Puław (1906), w Limanowej (1909), Orłowie (1910), Mąkoszynie (1911). Kościół w Limanowej, wzniesiony w latach 1911–1916 według projektu Zdzisława Mączeńskiego, jest zdaniem cytowanego już K. Stefańskiego jednym z najdoskonalszych wcieleń rodzącego się około 1910 r. „stylu swojskiego” w polskiej architekturze sakralnej. Ten i wymienione wcześniej kościoły stanowią połączenie rozmaitych motywów: ludowych (jak wieże-dzwonnice) i architektury: drewnianej (np. wysokie dachy), barokowej i romańskiej (półkoliście zamknięte otwory okienne i drzwiowe).
Równolegle rozwijał się drugi nurt, tzw. dworkowy – odpowiednik swojskiego w architekturze świeckiej. Ideałem dla tego nurtu stał się polski dwór szlachecki z jego typowymi elementami: kolumnowym gankiem, wysokim łamanym dachem zw. polskim i alkierzami. Wznoszono nowe dwory na wsiach i w miastach; do architektury dworkowej nawiązywano w budynkach publicznych, takich jak szkoły czy dworce. Jedną z pierwszych realizacji tego nurtu był dwór w Dłużewie (1901–1902, proj. Jan Heurich). Ważnym wydarzeniem był konkurs na dwór w Opinogórze w 1908 roku, który wygrał projekt Józefa Gałęzowskiego (zrealizowany dopiero na początku XXI wieku i otwarty w 2008 roku).
Odzyskanie niepodległości w 1918 roku pobudziło artystów do dalszego rozwijania idei stylu narodowego. Powszechnie stosowano styl swojski i dworkowy; chętnie sięgano po motywy barokowe i z architektury drewnianej. Neogotyk zanikał. Przykładami stylu swojskiego z tego czasu są kościoły w Hucie Stepańskiej (1921–30, Z. Mączeński), Blachowni (1918, Konstanty Jakimowicz), Ujsołach (Wacław Krzyżanowski). Wznoszono także nowe świątynie drewniane (np. Kąclowa, 1922, Z. Mączeński). Powstawały też obiekty szkolne nawiązujące do baroku z czasów Wazów, jak np. Liceum Batorego w Warszawie oraz kolonie dla urzędników (Żoliborz Oficerski, Żoliborz Urzędniczy). W stylu dworkowym odbudowywano między innymi liczne zniszczone podczas wojny dworce kolejowe, które miały być „widocznym znakiem ducha polskiego” dla przejeżdżających cudzoziemców i rodaków (jednym z głównych architektów był Romuald Miller).
W drugiej połowie lat 20. w architekturze świeckiej wygasał styl dworkowy. Choć w latach 30. nadal wznoszono (zwłaszcza na prowincji) obiekty w stylu swojskim, to problem stylu narodowego niemal zniknął z prasy. Nadal jednak powstawały w tym stylu kolonie urzędnicze na Kresach Wschodnich (np. w Równem, Łucku, Kamieńcu Koszyrskim, Kowlu, Duniłowiczach, Stołpcach, Brześciu, Brasławiu), dworce kolejowe (np. Lublin, Bielsk Podlaski, Hajnówka, Brześć), budynki szkolne. Architektura jednak zmierzała w stronę modernizmu, co widać np. w kościele św. Rocha w Białymstoku (po 1927, proj. O. Sosnowski), czy kościele Imienia Maryi w Bączalu Dolnym (przed 1957, proj. E. Chmielewski), które jednak w warstwie symbolicznej odwołują się do tradycji.

### Polska sztuka dekoracyjna, art déco
Ostatnią próbą stworzenia polskiego stylu narodowego była twórczość z kręgu polskiej sztuki dekoracyjnej, Warsztatów Krakowskich, formizmu i art déco. Przedstawiciele tego nurtu także nawiązywali do polskiej sztuki ludowej, renesansowej i barokowej, tworząc takie dzieła jak Dom Profesorów UJ (Ludwik Wojtyczko, pl. Inwalidów, Kraków). Kierunek ten odniósł sukces na Międzynarodowej Wystawie Sztuki Dekoracyjnej i Wzornictwa w Paryżu w 1925 roku, na której pawilon polski ozdobiony był malowidłami Zofii Stryjeńskiej. Pawilon Polski, znany też z prasy francuskiej jako „kryształowa góra”, „latarnia morska” i „piramida ze szkła i żelaza”, to przykład architektury art déco inspirowanej klasycznym dworkiem polskim, barokowymi kościołami i stylem zakopiańskim jako próba stworzenia polskiego stylu narodowego przez architekta Józefa Czajkowskiego. II wojna światowa przerwała te działania.

### Po 1989
Jak pisze historyk sztuki Andrzej Szczerski: Po 1989 roku problem „stylu narodowego”, definiowanego w międzywojennych kategoriach, stracił na aktualności. Przede wszystkim współczesny świat artystyczny nie posługiwał się pojęciem tak rozumianej ekskluzywnej „kultury narodowej”. Co więcej, fascynacja kulturą zachodnią i otwarciem na Europę zepchnęła na dalszy plan zainteresowanie rodzimym dorobkiem, a punktem odniesienia i wzorem stało się to, co europejskie. Nie oznacza to jednak, że problem polskości zniknął – teraz jednak miejsce dawnych poszukiwań formalnych zajęły raczej odwołania do kontekstu lokalnego. W ostatnich latach kluczową rolę odgrywa tu problem historii i pamięci, zbiorowej i indywidualnej, poprzez które można dotrzeć do specyfiki określonej kultury.